# Entrenador
L'entrenador o entrenadora és la persona que prepara físicament els esportistes i organitza i porta la direcció tècnica del joc. En els esports d'equip, també designa els jugadors o jugadores que participen en el joc i els assigna la funció que han de tenir. A les seleccions nacionals, formades per jugadors que juguen habitualment en un club i que s'agrupen per participar en competicions contra d'altres països, l'entrenador (anomenat seleccionador) és la persona responsable de la tria dels jugadors que hi participaran.
Per analogia, el terme entrenador i entrenadora es fa extensiu a la pràctica d'exercicis i ensinistrament d'animals.